# Championnats du monde de beach-volley 2025
Navigation
Tlaxcala 2023 Édition suivante
Les Championnats du monde de beach-volley 2025 est la 15e édition des Championnats du monde de beach-volley. Cette édition, se déroule en Australie dans la ville d'Adélaïde sur la rive nord du fleuve Torrens.

## Qualifications
48 équipes de chaque sexe participent au tournoi. Il existe trois moyens différents de se qualifier.
- 25 équipes sont qualifiées grâce à leur classement FIVB Entry Points, qui cumule les points des 3 meilleurs résultats sur les 4 dernières compétitions jouées lors de l'année écoulée. Les deux meilleures paires australiennes (pays hôte) font partie de ces 25 équipes, peu importe leur classement.
- 3 équipes sont invitées (wild card)
- 20 équipes (4 pour chacune des cinq confédération continentale) sont qualifiées par leur classement continental.

Il faut noter qu'un même pays ne peut pas engager plus de 4 équipes par sexe, sauf pour l'Australie qui peut engager jusqu'à 6 équipes par sexe.

## Déroulement de la compétition
Les tournois féminins et masculins se déroulent en parallèles selon la même formules: les 48 équipes sont réparties en 12 poules de quatre équipes, selon un tirage au sort réalisé au préalable.

### Règlement sportif
Les matchs de beach-volley se joue en 2 set gagnants. La première équipe qui atteint un score d'au moins 21, avec 2 points de plus que l'équipe adverse, remporte le set. Dans le cas où chacune des deux équipes remporte un set, il se joue alors un tie break en 15 points avec 2 points d'écart pour déterminer le vainqueur.

#### Phase de poule
En phase poule, la victoire rapporte 2 points et la défaite rapporte 1 point. Une équipe qui déclare forfait avant le début du match ne marque pas de point. Dans chaque poule, les équipes sont classées de celle qui a le plus de points à celle qui en a le moins. En cas d'égalité entre deux ou trois équipe, c'est le ratio particulier sets marqués / sets encaissés qui différencie les équipes. S'il y a toujours égalité, c'est le ratio particulier points marqués / points encaissés qui permet de classer les équipes.
Les deux premières équipes de chaque poules ainsi que les quatre meilleures 3e sont directement qualifiées pour les 16e de finale. Les huit autres 3e s'affrontent dans un match de barrage pour décrocher les quatre dernières places dans le tableau final.

#### Matchs de barrages
Les équipes 3e de leur groupe restantes sont classées suivant les mêmes règles qu'en phase de poule (nombre de victoire, ratio de set, ratio point). Elles s'affrontent alors dans un match de barrage dont l'affiche est déterminée par leur classement selon la formule suivante: 5e vs 12e, 6e vs 11e, 7e vs 10e, 8e vs 9e.

#### Phase finale
La phase finale se déroule sous la forme d'un tableau avec des matchs à élimination directe. Les équipes s'affrontent en fonction d'un tirage au sort. Les douze équipes ayant terminées premières de leur groupe lors de la phase de poule sont directement intégrées dans le tableau. Les autres équipes sont réparties en chapeaux selon la formule suivante:
- Chapeau 1: les 2d de groupe avec les 4 meilleurs ratios
- Chapeau 2: les 2d de groupe du 5e au 8e meilleurs ratios
- Chapeau 3: les 2d de groupe avec les 4 moins bon ratios
- Chapeau 4: les 3e de groupe directement qualifiés
- Chapeau 5: les 3e vainqueurs des barrages

Les équipes du chapeau 1 sont tirées au sort pour affronter les équipes du chapeau 2. Les équipes des chapeaux 3, 4 et 5 sont tirées au sort pour affronter les premiers de chaque groupe.